# Sjota Kasjia
Sjota Kasjia (georgiska: შოთა კაშია) född 22 oktober 1984 i Tbilisi, är en georgisk fotbollsspelare (högerback), som för närvarande spelar för Dinamo Tbilisi. Han har spelat för Tbilisiklubben sedan år 2003. Kasjia är bror till Vitesse-spelaren Guram Kasjia.